# ダーンス4
ダーンス4（ダーンスフォー）は、日本のお笑いユニット。1997年結成。当初はカルテットとして活動し、1999年までサンミュージックブレーンに所属していた。

## メンバー
- 北条 達也（ほうじょう たつや、1971年8月15日 - ）東京都港区出身、血液型はAB型。
- 今野 康博（こんの やすひろ、1971年7月6日 - ）山形県山形市出身、血液型はO型。

### 元メンバー
- 飯野 雅彦（いいの まさひこ、1970年7月10日 - ）福岡県出身、血液型はO型。1999年脱退。
- 桜井 昭博（さくらい あきひろ、1972年7月3日 - ）東京都板橋区出身、血液型はO型。1999年脱退。

## 概要
- 今野は総合格闘家としても活躍。2002年 第4回PRE-PRIDE （第3位）、DEEP（clubDEEP 2nd、10th IMPACTフューチャーファイト）で1勝1敗の戦績。
- 飯野は演劇集団「NEXT INPRO THEATRE」にて活躍。さらに、川本成（あさりど）・吉田真一・KAZZ・石黒行雄らとバンド「ヴォルコフ・ノーマン」を結成。2003年7月「90%」でインディーズデビュー。
- 桜井は演劇集団「Rel-ay」に所属し、俳優として活躍中。

- 1999年に飯野と桜井が脱退後、北条と今野は与世田浩・荒賀俊明（あらよっ）とともに「劇団バイタス」を旗揚げ。
- 2010年、今野を代表取締役として「株式会社バイタス」を設立（創業は2006年）し、新宿・歌舞伎町にお笑いライブを中心とした小劇場をオープンさせ、現在は「ハイジアV-1」「バッシュ!!」「バディオス」「ブリーカー」を経営している。主催するお笑いライブには、元ボキャブラ芸人や若手による月1ライブが行われ、ダーンス4もレギュラー出演している。

## 出演した番組
- 黄金ボキャブラ天国（フジテレビ）※キャッチコピーは「オーバーヒートの4WD」
- 家族そろってボキャブラ天国（フジテレビ）
- 歌うボキャブラ天国（フジテレビ）
- 爆笑オンエアバトル（NHK総合）戦績0勝1敗 最高193KB
- SMAP×SMAP（フジテレビ）
- タモリ倶楽部（テレビ朝日）
- ねぎテレビ（テレビ神奈川・千葉テレビ・群馬テレビ・KBS京都・岐阜放送 ローカル）